# Rieti (stad)
Rieti is een stad in Lazio, Italië, op ongeveer 100 kilometer ten noordoosten
van Rome aan de rivier Velino. Het is de hoofdstad van de gelijknamige provincie en telt 48.000 inwoners.
Rieti was oorspronkelijk de hoofdstad van de Sabijnen toen het door de Romeinen veroverd werd. De stad heette in deze tijd Reate. Na de ondergang van het Romeinse Rijk werd de stad onder de voet gelopen door de Saracenen en Noormannen, tot het in de 12e eeuw een vrije gemeente werd. Tot de eenwording van Italië in 1871 hoorde het lange tijd tot de Kerkelijke Staat. Monumentaal centrum van de stad is de Via Roma, die de vier middeleeuwse stadswijken verbindt. Langs deze weg zijn enkele imposante kathedralen en paleizen te vinden.
Rieti is het geografisch middelpunt van Italië.
Jaarlijks vindt in Rieti in het Stadio Raul Guidobaldi de Rieti Meeting plaats, een internationale atletiekwedstrijd die sinds 1971 wordt georganiseerd.

## Geboren
- Eugenio Garin (1909-2004), filosoof en historicus
- Renzo De Felice (1929-1996),  historicus